# Thomas Bayly (Politiker)
Thomas Bayly (* 13. September 1775 bei Quantico, Wicomico County, Province of Maryland; † 18. September 1829 ebenda) war ein US-amerikanischer Politiker. Zwischen 1817 und 1823 vertrat er den Bundesstaat Maryland im US-Repräsentantenhaus.

## Werdegang
Thomas Bayly wurde auf dem Anwesen Wellington nahe Quantico geboren. Er genoss eine private Schulausbildung und studierte danach bis 1797 am Princeton College. Nach einem anschließenden Jurastudium und seiner Zulassung als Rechtsanwalt begann er in Maryland in diesem Beruf zu arbeiten. Gleichzeitig schlug er als Mitglied der Föderalistischen Partei eine politische Laufbahn ein. Zwischen 1804 und 1814 saß Bayly im Abgeordnetenhaus von Maryland.
Bei den Kongresswahlen des Jahres 1816 wurde er im achten Wahlbezirk von Maryland in das US-Repräsentantenhaus in Washington, D.C. gewählt, wo er am 4. März 1817 die Nachfolge von Charles Goldsborough antrat. Nach zwei Wiederwahlen konnte er bis zum 3. März 1823 drei Legislaturperioden im Kongress absolvieren. Nach dem Ende seiner Zeit im US-Repräsentantenhaus praktizierte Thomas Bayly wieder als Anwalt. Er starb am 18. September 1829 auf dem Anwesen Wellington wo er auch beigesetzt wurde.